# الجامعة الإسلامية في بهاولبور
الجامعة الإسلامية في بهاولبور (IUB)، والمعروفة العامية باسم الجامعة الإسلامية، هي جامعة عامة تقع في بهاولبور، البنجاب، باكستان.